# Aiserey
Aiserey és un municipi francès, situat al departament de la Costa d'Or i a la regió de Borgonya - Franc Comtat. L'any 2007 tenia 1.330 habitants.

## Demografia

### Població
El 2007 la població de fet d'Aiserey era de 1.330 persones. Hi havia 448 famílies, de les quals 56 eren unipersonals (32 homes vivint sols i 24 dones vivint soles), 152 parelles sense fills, 224 parelles amb fills i 16 famílies monoparentals amb fills.
La població ha evolucionat segons el següent gràfic:
Habitants censats

### Habitatges
El 2007 hi havia 480 habitatges, 454 eren l'habitatge principal de la família, 11 eren segones residències i 15 estaven desocupats. 459 eren cases i 15 eren apartaments. Dels 454 habitatges principals, 404 estaven ocupats pels seus propietaris, 44 estaven llogats i ocupats pels llogaters i 6 estaven cedits a títol gratuït; 1 tenia una cambra, 5 en tenien dues, 45 en tenien tres, 109 en tenien quatre i 294 en tenien cinc o més. 375 habitatges disposaven pel capbaix d'una plaça de pàrquing. A 152 habitatges hi havia un automòbil i a 277 n'hi havia dos o més.

### Piràmide de població
La piràmide de població per edats i sexe el 2009 era:
| Homes | Edats   | Dones |
| ----- | ------- | ----- |
| 0     | 95 o +  | 4     |
| 4     | 90 a 94 | 0     |
| 4     | 85 a 89 | 16    |
| 4     | 80 a 84 | 12    |
| 12    | 75 a 79 | 12    |
| 20    | 70 a 74 | 20    |
| 16    | 65 a 69 | 16    |
| 24    | 60 a 64 | 12    |
| 44    | 55 a 59 | 12    |
| 60    | 50 a 54 | 76    |
| 48    | 45 a 49 | 68    |
| 48    | 40 a 44 | 44    |
| 36    | 35 a 39 | 40    |
| 32    | 30 a 34 | 24    |
| 20    | 25 a 29 | 24    |
| 28    | 20 a 24 | 28    |
| 80    | 15 a 19 | 56    |
| 36    | 10 a 14 | 36    |
| 32    | 5 a 9   | 44    |
| 8     | 0 a 4   | 32    |

## Economia
El 2007 la població en edat de treballar era de 861 persones, 651 eren actives i 210 eren inactives. De les 651 persones actives 618 estaven ocupades (329 homes i 289 dones) i 33 estaven aturades (12 homes i 21 dones). De les 210 persones inactives 85 estaven jubilades, 70 estaven estudiant i 55 estaven classificades com a «altres inactius».

### Ingressos
El 2009 a Aiserey hi havia 449 unitats fiscals que integraven 1.265 persones, la mediana anual d'ingressos fiscals per persona era de 19.263 €.

### Activitats econòmiques
Dels 52 establiments que hi havia el 2007, 2 eren d'empreses extractives, 5 d'empreses alimentàries, 1 d'una empresa de fabricació d'altres productes industrials, 7 d'empreses de construcció, 14 d'empreses de comerç i reparació d'automòbils, 3 d'empreses de transport, 3 d'empreses d'hostatgeria i restauració, 1 d'una empresa financera, 1 d'una empresa immobiliària, 6 d'empreses de serveis, 6 d'entitats de l'administració pública i 3 d'empreses classificades com a «altres activitats de serveis».
Dels 10 establiments de servei als particulars que hi havia el 2009, 1 era una oficina de correu, 2 tallers de reparació d'automòbils i de material agrícola, 1 paleta, 3 guixaires pintors, 1 fusteria, 1 perruqueria i 1 restaurant.
Dels 5 establiments comercials que hi havia el 2009, 1 era un hipermercat, 1 un supermercat i 3 fleques.
L'any 2000 a Aiserey hi havia 11 explotacions agrícoles que ocupaven un total de 708 hectàrees.

## Equipaments sanitaris i escolars
L'únic equipament sanitari que hi havia el 2009 era una farmàcia.
El 2009 hi havia 1 escola maternal i 1 escola elemental.

## Poblacions més properes
El següent diagrama mostra les poblacions més properes.